# Ополе-Любельське
Опо́ле-Любе́льське (пол. Opole Lubelskie) — місто в східній Польщі. Адміністративний центр Опольського повіту Люблінського воєводства.

## Демографія
Демографічна структура станом на 31 березня 2011 року:
|          | Загалом | Допрацездатний вік | Працездатний вік | Постпрацездатний вік |
| -------- | ------- | ------------------ | ---------------- | -------------------- |
| Чоловіки | 4300    | 830                | 3017             | 453                  |
| Жінки    | 4712    | 787                | 2870             | 1055                 |
| Разом    | 9012    | 1617               | 5887             | 1508                 |

## Особистості

### Народилися
- Онуфрій (Гагалюк) (1889—1938) — православний церковний діяч.